# Список городов-миллионеров Австралии и Океании
Ниже приведён список городов Австралии и Океании с населением более миллиона человек. Список составлен в алфавитном порядке по странам, население дано в тысячах жителей.
| Город    | Страна         | Население города, тыс. человек | Примечания                | В агломерации | Примечания                                         |
| -------- | -------------- | ------------------------------ | ------------------------- | ------------- | -------------------------------------------------- |
| Сидней   | Австралия      | 4800                           | на 2006 г., Сидней-сити   | 4840,6        | на 2014 г., агломерация Большой Сидней, 38 округов |
| Мельбурн | Австралия      | 4250                           | на 2011 г., Мельбурн-сити | 4442,9        | на 2014 г., Большой Мельбурн                       |
| Брисбен  | Австралия      | 1041,8                         | на 2011 г., Брисбен-сити  | 2274,6        | на 2014 г., Большой Брисбен                        |
| Перт     | Австралия      | 1832                           | на 2011, Перт-сити        | 2021,2        | на 2014 г., Большой Перт                           |
| Аделаида | Австралия      | 1225                           | на 2011 г., Аделаида-сити | 1304,6        | на 2014 г., Большая Аделаида                       |
| Окленд   | Новая Зеландия | 1303,3                         | на 2010 г., Окленд-сити   | 1527,1        | на 2014 г., Большой Окленд                         |